# Exèrcit Popular d'Alliberament Grec
L'Exèrcit Popular d'Alliberament Grec (en grec: Ελληνικός Λαϊκός Απελευθερωτικός Στρατός, ΕΛΑΣ, Ellinikós Laïkós Apeleftherotikós Stratós, ΕLAS) fou la branca militar de la principal organització de la resistència grega contra l'ocupació de les potències de l'Eix durant la Segona Guerra Mundial. Depenia de la branca política de l'organització, el Front d'Alliberament Nacional (EAM). Tant l'organització política com la seva branca militar estaven controlades pel Partit Comunista de Grècia (KKE). Després de la retirada de les potències de l'Eix, l'any 1944, participà en la Guerra Civil Grega, sent derrotada per les forces polítiques i militars de la dreta grega amb el suport britànic.

## Creació
L'organització va ser formada per comunistes i esquerrans, als pocs mesos de la derrota militar del país i la seva posterior ocupació per Alemanya, Itàlia i Bulgària després de l'operació Marita l'abril de 1941. En estendre's principalment per les zones muntanyoses del país, se la coneixia també com "la muntanya" (en grec: του βουνού). El KKE va aprovar la seva formació vuit dies després de l'atac alemany a l'URSS. L'EAM va ser fundat oficialment el 27 de setembre de 1941 pel ple del comitè central del KKE. Els dirigents republicans, desconfiant dels objectius dels comunistes, es van negar a participar, mentre que tres petites formacions d'esquerres sí que van donar suport a la nova organització. L'organització militar dependent, l'ELAS, es va fundar l'abril de 1942. Aviat, l'EAM es va transformar en la principal organització de resistència. Al començament, la seva principal dificultat va ser l'allistament d'oficials professionals.
La seva creació va ser possible gràcies al buit de poder polític creat primer pel règim dictatorial de Metaxàs que va posar en crisi als partits tradicionals i més tard per la derrota, l'exili del govern, i la manca d'un control efectiu del govern d'Atenes del camp. Aquest buit el va omplir l'esquerra grega, per primera vegada políticament rellevant, que va mobilitzar a la pagesia lliure del tradicional control estatal.

## Característiques
El moviment, deixant de banda la lluita de classes i posant l'accent en la lluita per l'alliberament de l'ocupació i en el proveïment dels llogarets, va dur a terme una política de front popular. Aprofità l'experiència en la clandestinitat dels comunistes durant la dictadura del general Ioannis Metaxàs però es va haver de limitar a operar principalment a les zones de difícil accés per a les tropes ocupants. Aquestes zones, les més castigades per la fam, van ser les més actives per l'ELAS, on va reclutar principalment a joves camperols. L'enfonsament de l'anterior sistema clientelar que fomentava la passivitat política de la pagesia, les dificultats econòmiques degudes a l'ocupació i la mobilització de l'EAM, van afavorir la nova iniciativa dels camperols. En la majoria del territori, l'EAM i l'ELAS es van limitar a organitzar els camperols per a la defensa.
A més de la seva preocupació pel proveïment dels camperols i la seva lluita contra el mercat negre, l'EAM/ELAS va afavorir l'organització d'entitats de govern local.
Es considera que hi va haver diverses raons d'èxit i creixement per a la formació:
- El fracàs del rei i dels partits tradicionals en formar una resistència efectiva contra l'Eix. El seu derrotisme i preocupació per altres qüestions polítiques com la forma de l'Estat.
- El descrèdit del monarca i dels partits pel seu acompliment en el període d'entreguerres, especialment davant els problemes socials i econòmics. L'EAM/ELAS es va presentar com una alternativa més democràtica i més justa per a la posguerra.[8]
- L'experiència del KKE en el treball clandestí i la seva dedicació a les tasques de la resistència, davant la desorganització dels partits burgesos.
- La brutal repressió dels ocupants, que va alimentar, juntament amb la propaganda anticomunista, les files de l'EAM/ELAS.
- El paper restrictiu de les organitzacions rivals en la resistència, de caràcter purament local i militar, sense les organitzacions socials de l'EAM/ELAS. Aquelles, a diferència de l'EAM/ELAS, depenien del suport britànic per subsistir.[9]

## Estructura
L'ELAS estava controlada per l'EAM, que nomenava els membres del seu comitè central, tot i tenir autonomia en temes purament militars. La formació va estar sempre sotmesa a l'organització política, a diferència de les altres organitzacions armades de la resistència grega.
Cada unitat de l'ELAS comptava amb un comandant militar (en grec: kapetanios) i un representant polític de l'EAM. El comandant, habitualment un oficial professional, s'encarregava de les qüestions militars, mentre que el representant polític s'encarregava de la propaganda, moral de la unitat i de les relacions amb les autoritats i la població civil, a més d'assegurar el control polític dels militars. Generalment, els representants polítics i, cada vegada més, els militars, pertanyien al KKE.
El quarter general de l'ELAS es va establir a la localitat tessàlia de Pertuli i la seva cúpula la van formar 3 membres: Aris Velouchiotis (responsable popular), Stefanos Sarafis (responsable militar) i Andreas Tzimas (responsable polític).

## Membres destacats

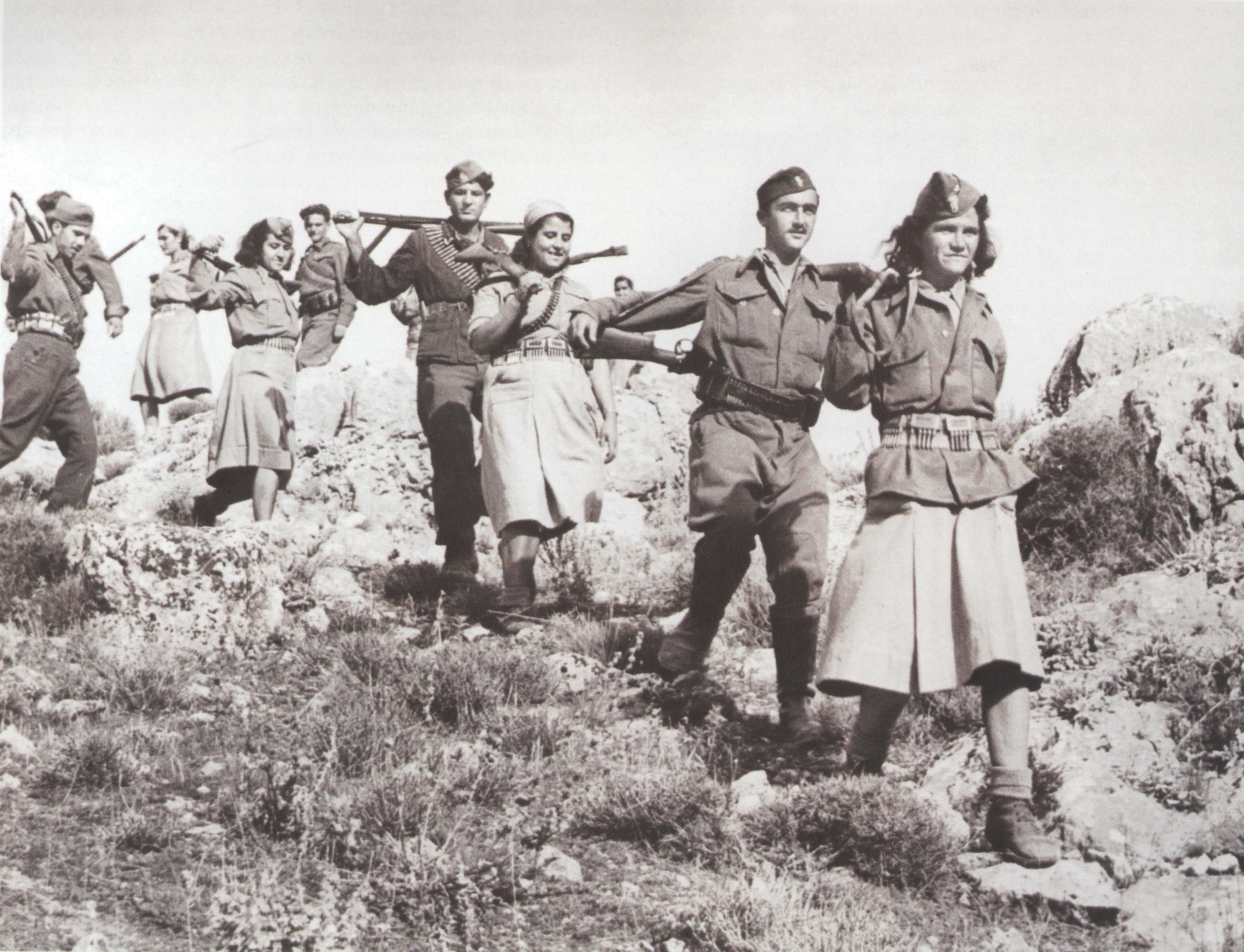
Guerilles de l'ELAS

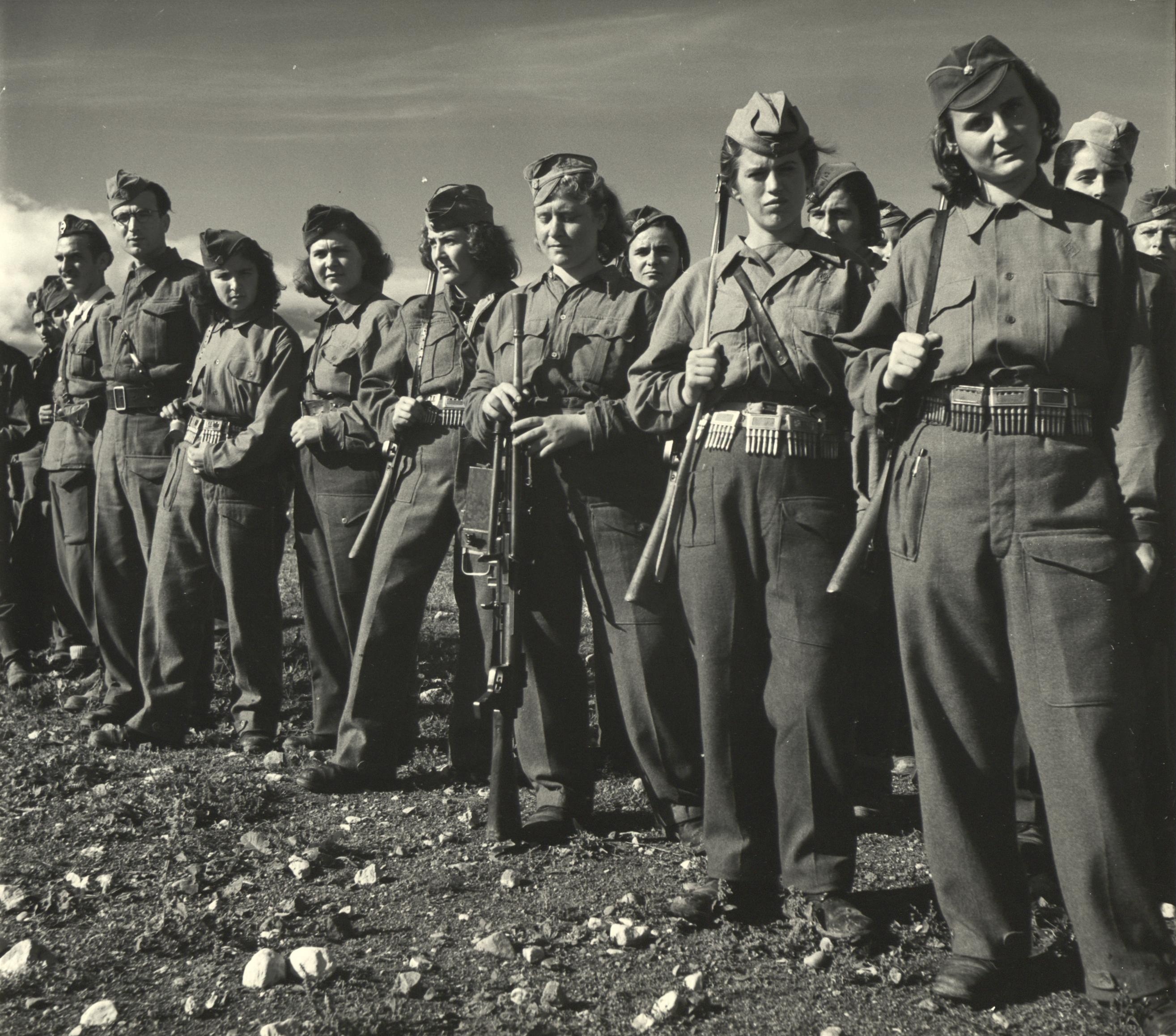
Guerrilleres de l'ELAS

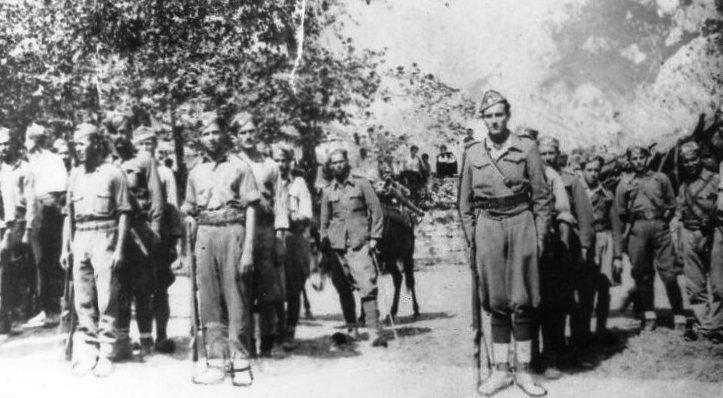
Membres de l'ELAS

La llista conté els membres de l'ELAS amb més renom, juntament amb el seu nom de guerra entre parèntesis:
- Aris Velouchiotis («Athanasios Klaras»), capità general de l'ELAS
- coronel Stefanos Sarafis, cap d'experts militars de l'ELAS
- Andreas Tzimas («Vasilis Samariniotis»), comissari polític en cap de l'ELAS
- Georgios Siantos
- general major Neokosmos Grigoriadis («Lambros»), president del comitè central de l'ELAS
- tinent general Ptolemaios Sarigiannis, cap de personal del comitè central de l'ELAS
- coronel Evripidis Bakirtzis, comandant del teatre macedoni de l'ELAS
- capità Theodoros Makridis («Ektoras»), un dels oficials del cap de personal de l'ELAS
- Markos Vafiadis
- Nikos Beloyannis
- Iannis Xenakis
- Leon Tzavelas
- Panos Tzavelas
- mossèn Dimitrios Holevas («Papa-Holevas» o «Papaflessas»)
- mossèn Germanos Dimakis («Papa-Anypomonos»)
- Fotis Mastrokostas («Thanos»)
- Nikos Kavretzos («Kostoulas Agrafiotis»)
- Dimitrios Dimitriou («Nikiforos»)
- Giorgos Houliaras («Periklis»)
- Pandelis Laskos («Pelopidas»)
- Ioannis Alexandrou («Diamantis»)
- Lambros Koumbouras («Achilleas»)
- Lefteris Tsiligiannis
- Sarantos Kapourelakos, servint directament sota el comandament de Velouchiotis.
- Spyros Bekios («Lambros»)
- Dimitrios Tassos («Boukouvalas»)
- Thomas Pallas («Kozakas»)
- Nikos Xinos («Smolikas»)
- Vangelis Papadakis («Tassos Lefterias»)
- Ioannis Aggeletos («Tzavelas»)
- Vasilis Priovolos («Ermis»)
- Gerasimos Avgeropoulos
- Andreas Zacharopoulos
- Ioannis Hatzipanagiotou («Thomas»)
- Christos Margaritis («Armatolos»)
- Georgios Zarogiannis («Kavallaris»)
- Vasilis Ganatsios («Cheimarros»)